# Katedrála Nanebevzetí Panny Marie (Ostuni)
Konkatedrála v Ostuni je římskokatolická katedrála v Ostuni, v provincii Brindisi, oblast Apulie v Itálii. Je zasvěcena Nanebevzetí Panny Marie. Dříve biskupské sídlo diecéze Ostuni je od roku 1986 konkatedrálou arcidiecéze Brindisi-Ostuni. V roce 2011 jí byl udělen titul menší baziliky.
Katedrála byla původně kostel, který praktikoval pravoslavné obřady před rokem 1000. V letech 1228-1229 byl postaven současný románský kostel Fridrichem II. Švábským. Zemětřesení roku 1456 ho silně poškodilo. V letech 1469-1495 byl znovu přestavěn v gotickém stylu.
Fasáda získala v 15. století své elegantní rosetové okno; budova původně měla čtyři okna a je trojlodní ve tvaru latinského kříže. Jeden z portálů je věnován svatému Blažejovi (San Biagio), jednomu z patronů města a má na portálu vytesanou jeho sochu. Restaurace v sedmdesátých letech se pokusila odstranit štukové dekorace, které pokryly původní románskou a gotickou fasádu.
Interiér má řadu uměleckých děl. Kaple Nejsvětějšího Srdce, kdysi sv. Gaetana, měla obraz svatého připsaného Domenicu Antoniovi Vaccarovi. Sakristie má velkou uctívanou ikonu zobrazující Orontia. Jedna kaple je věnována svatým patronům Ostuni (svatý Blažej, svatý Augustin, svatý Orontius a svatá Irena). Kostel měl, nyní odcizen, obraz svaté Lucie od Palmy il Giovane. Apsida má oltářní obraz Nanebevzetí Panny Marie a kaple Santa Maria della Sanità má fresku zobrazující svatou Kateřinu z Alexandrie. V nice je velká socha Krista, obklopena šesti andělíčky, pocházející z konce 15. století a patřící k Martucciho rodinné kapli.Katedrální archiv uchovává téměř 200 pergamenů z 12. století.